# 奧丁冰川
77°35′S 161°36′E / 77.583°S 161.600°E
奧丁冰川（英語：Odin Glacier）是南極洲的冰川，位於維多利亞地的阿斯加德山脈地區，處於奧丁山西坡，由新西蘭南極名稱委員會命名，現時由南極條約體系管理。